# Nová Sedlica, Snina
Nová Sedlica este o comună slovacă, aflată în districtul Snina din regiunea Prešov, pe malul râului Q20837011⁠(d). Localitatea se află la altitudinea de 389 m deasupra n.m., se întinde pe o suprafață de 32,806 km2 și în 2017 număra 268 de locuitori. Se învecinează cu Moczarne⁠(d), Wetlina⁠(d), Brzegi Górne⁠(d), Stujîțea și Zboj, Snina.

## Istoric
Localitatea Nová Sedlica este atestată documentar din 1630.

## Demografie
| An:                | 1994 | 2004    | 2014    | 2024    |
| ------------------ | ---- | ------- | ------- | ------- |
| Număr de persoane: | 373  | 323     | 290     | 231     |
| Diferență:         |      | −13,40% | −10,21% | −20,34% |

| An:                | 2023 | 2024   |
| ------------------ | ---- | ------ |
| Număr de persoane: | 236  | 231    |
| Diferență:         |      | −2,11% |